# Квеселевич Дмитро Іванович
Дмитро Іванович Квеселевич (нар. 16 травня 1935, Житомир — пом. 22 лютого 2003, Житомир) — перекладач, лексикограф, доктор філологічних наук, професор; автор дев'яти словників російської мови, двох монографій і більше 100 наукових статей з мовознавства.

## Життєпис
Ранні роки
Народився 16 травня 1935 року в місті Житомир. Батько працював викладачем англійської мови в середній школі № 23 та одночасно викладав англійську та німецьку в Житомирському сільськогосподарському інституті, де також працювала технічним секретарем його мати. Першим вчителем Дмитра був його батько, а після вигнання гітлерівців з Житомира майбутній перекладач пішов одразу навчатися до третього класу школи № 8. В автобіографії Д. І. Квеселевич писав: «За перші два класи мене підготував вдома батько». Навчався також у середній школі № 25, яку закінчив з відзнакою у 1952 році. Дмитро Іванович вступив до комсомолу, любив російську та англійські мови та літературу, мав талант до малювання.
Вища освіта
Згодом вступив на факультет іноземних мов у Житомирі. За успіхи у навчанні йому була призначена Сталінська стипендія. Важливу роль у становленні Квеселевича як лінгвіста відіграла В. Б. Півненко, яка відправила його роботу до професора Б. О. Ільїша у Ленінград. Робота отримала позитивний відгук. В інституті Квеселевич став членом забороненої тепер Комуністичної партії, закінчив інститут з відзнакою.
Професія вчителя та перекладача
У 1956 році поїхав у м. Коростишів, де працював вчителем англійської мови у середній школі № 2. У 1956 очолив лекторську групу обкому ЛКСМ України, а вже в червні за відрядженням Генерального Штабу збройних сил СРСР поїхав до Іраку, де працював перекладачем у Багдаді у складі військової місії. За виконану роботу Квеселевич отримав подяку у наказі Міністра Збройних Сил СРСР маршала Р. Я. Малиновського.

## Особисте життя
Справжнім другом, вірним соратником усе життя була для Дмитра Івановича його дружина Валентина Петрівна Сасіна, яка після закінчення Першого Ленінградського інституту іноземних мов незмінно працює на факультеті. Подружжя має чотири дочки і сина. Старша дочка Ганна Дмитрівна пішла дорогою батьків. Нині працює заступником директора з наукової та навчально-методичної роботи Відокремленого підрозділу Європейського університету в м. Житомирі. Оксана Дмитрівна також обрала професію батьків. Найменша з дочок Ольга Дмитрівна весь час живе разом з батьками, дбає про них і про свого сина. Улюбленцем у родині завжди був і залишається син Костя. Він ходить у плавання, живе серед морської стихії, дослужився до першого помічника капітана.

## Досягнення
6 жовтня 1976 року в Києві Інститут мовознавства імені О. О. Потебні захищає дисертацію на здобуття вченого ступеня кандидата філологічних наук. 15 серпня 1986 року Квеселевичу був присуджений науковий ступінь доктора філологічних наук. 26 квітня 1989 року Вища атестаційна комісія СРСР присвоїла Дмитру Івановичу вчене звання професора. У 1992 році очолив кафедру англійської філології. В цьому ж році за багаторічну і сумлінну працю був нагороджений медаллю «Ветеран праці». У 1995 році на факультеті іноземних мов було розпочато підготовку фахівців з додатковою спеціальністю «Переклад». У 1999 році з нагоди ювілею Житомирського педагогічного університету Д. І. Квеселевич був нагороджений медаллю «Відмінник народної освіти», у цьому ж році Американський біографічний інститут визнав його Людиною року за видатні успіхи в дослідженні проблем лексикографії.

## Вшанування пам'яті
Помер 22 лютого 2003 року, похований у Житомирі на Російському цвинтарі поряд з батьками. У приміщенні Інституту іноземної філології ЖДУ імені Івана Франка Д. І. Квеселевичу встановлена меморіальна дошка.

## Доробок
У серпні 1961 року був зарахований на посаду викладача кафедри англійської мови факультету іноземних мов. Працюючи на факультеті, розпочав лексикографічну роботу. У 1998 році у видавництві «Русский язык» вийшов з друку російсько-англійський фразеологічний словник (сім тисяч фразеологічних одиниць і більше дев'яти тисяч прикладів контекстуального перекладу). Над цим словником Квеселевич працював близько 20 років. У 1975 році вийшов з друку посібник для студентів-іноземців «700 Russian idioms and set Phrases».
- «Интеграция словосочетания в современном английском языке». (1983; Київ)
- «Русско-английский словарь междометий и релятивов» (1990, співавт.; Москва)
- «Русско-английский фразеологический словарь» (1998; Москва)
- «Русско-английский словарь междометий» (2001, співавт.; Москва)
- «Современный русско-английский фразеологический словарь» (2002, співавт.; Москва)
- «Толковый словарь ненормативной лексики русского языка» (2003; Москва)
- «Англо-русский словарь устойчивых словосочетаний»
- «Самый полный словарь ненормативной лексики»
- «Английский язык. Всё, что может пригодиться»